# Campo de fútbol de Ordino
El campo de fútbol de Ordino es un estadio de fútbol ubicado en la parroquia de Ordino, Andorra. Está equipado con césped artificial y tiene capacidad para 200 personas. El estadio está equipado con módulos prefabricados que acogen todos los servicios: vestuarios, duchas, zona para los árbitros y varios aseos.